# Delta Okavanga
Delta řeky Okavango je rozsáhlá bezodtoká oblast v severozápadní části Botswany nedaleko města Maun. Řeka Okavango zde vytváří vnitrozemskou deltu, která má v době nejvyššího stavu vody (od června do srpna) rozlohu okolo 15 000 km² a je oázou v okolní poušti.

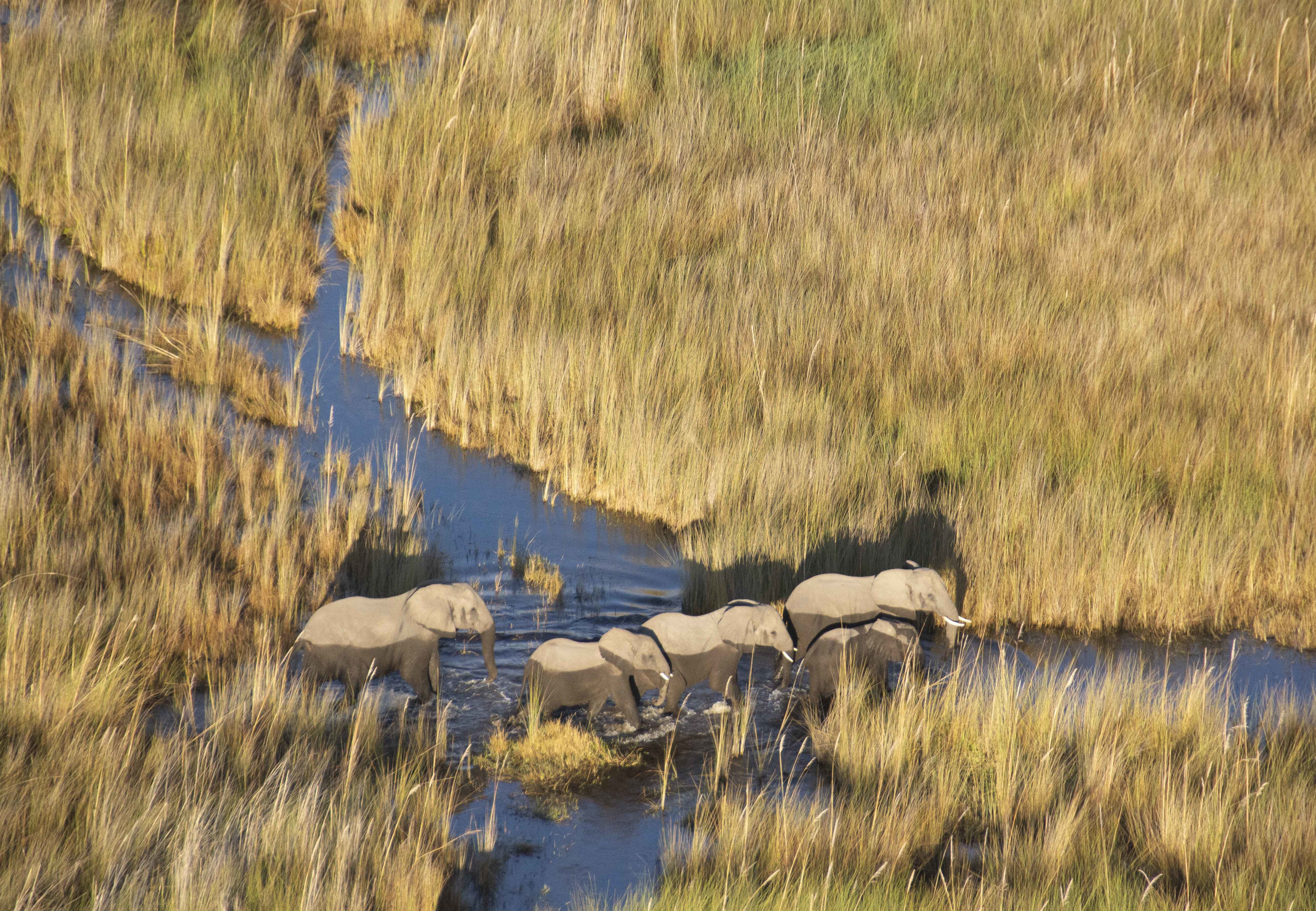
Sloni uprostřed delty

Původně se Okavango vlévalo do rozsáhlého jezera Makgadikgadi, které však v důsledku klimatických změn zhruba před deseti tisíci lety vyschlo a zbylo z něj jen pár menších vodních ploch, jako je např. Ngami. Vody Okavanga tak narážejí na rozpálenou poušť Kalahari a postupně se vypařují, přičemž tvoří labyrint kanálů a ostrůvků. Největším je Chief’s Island. Jde o bažinu, jejíž hloubka nepřesahuje dva metry. Teploty v létě dosahují až 40 °C. Ve východní části delty se nachází národní park Moremi Game Reserve.
V únoru 2013 byla delta Okavanga uvedena jako jeden ze sedmi přírodních divů Afriky a v červnu 2014 ji UNESCO na zasedání v Dauhá zařadilo jako tisící položku na Seznam světového dědictví.

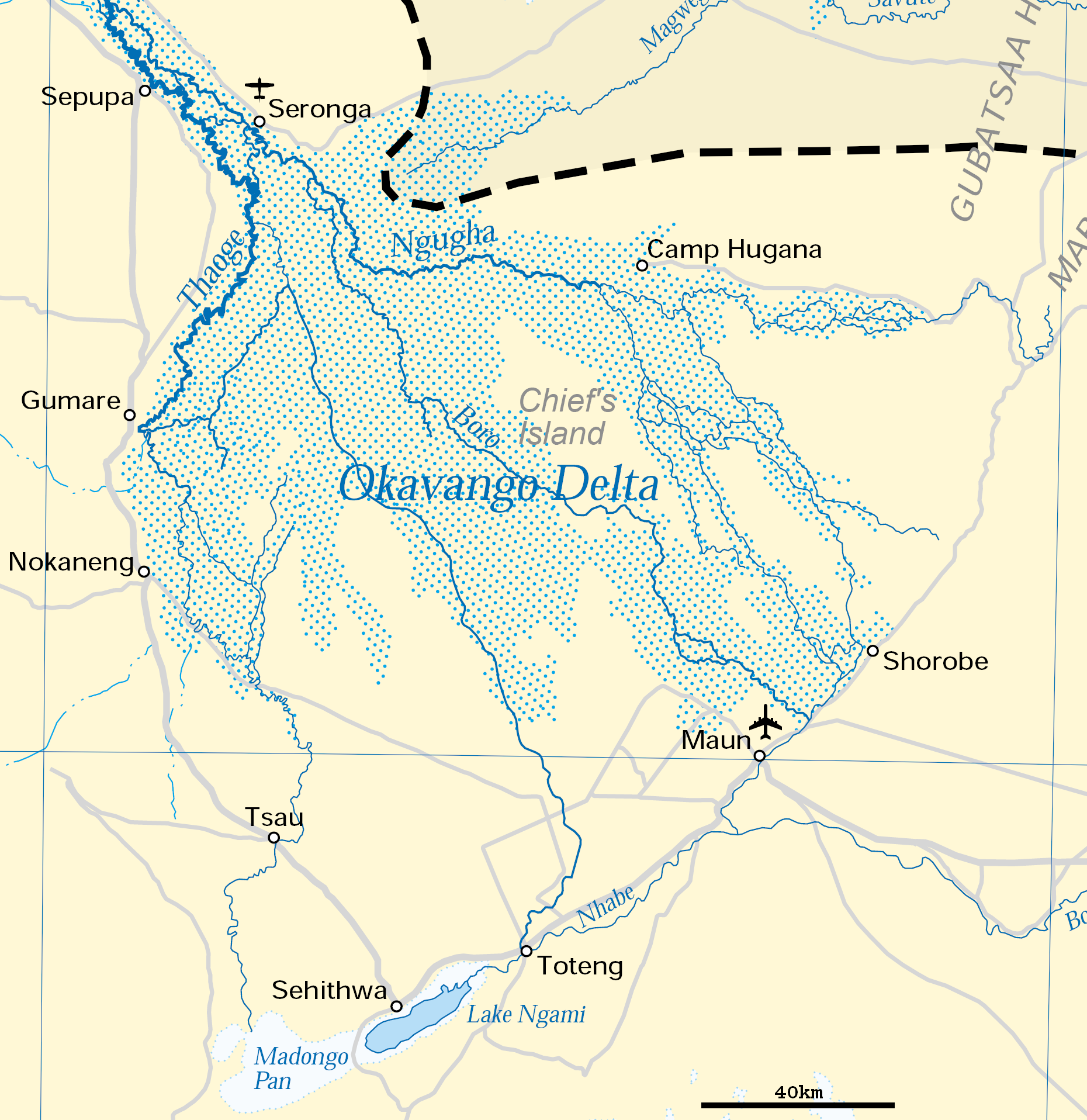
Mapa delty

## Obyvatelstvo
V okolí delty žijí bantuské kmeny Hambukushu, Dceriku a Wayeyi (Bayei, Bayeyi, Yei) a křovácké kmeny Bugakhwe a ǁanikhwe.

## Flóra a fauna
Typickou rostlinou oblasti je šáchor papírodárný. Ze zvěře, která se do delty stahuje za vodou, je nejrozšířenější voduška červená (odhadem až šedesát tisíc kusů). Dále zde žije slon africký, lev katanžský, hyena čabraková, pes hyenovitý, hroch obojživelný, buvol africký, sitatunga, antilopa skákavá, zebra stepní, pavián čakma, orel jasnohlasý, orlovec říční, ibis posvátný a krokodýl nilský. Ichtyofaunu tvoří například afrotetra botswanská nebo keříčkovec červenolemý.

## Galerie

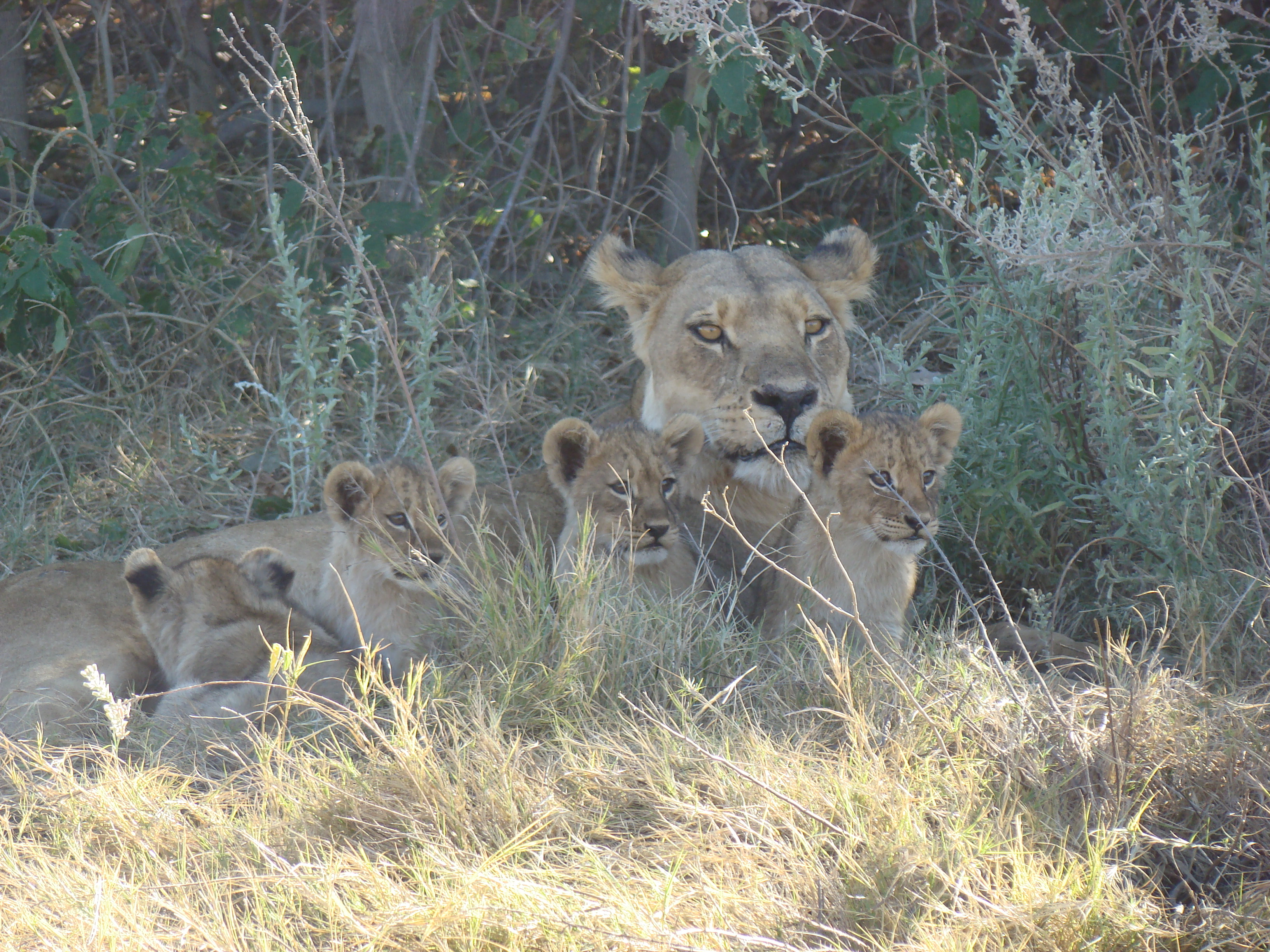
Lvice se lvíčaty
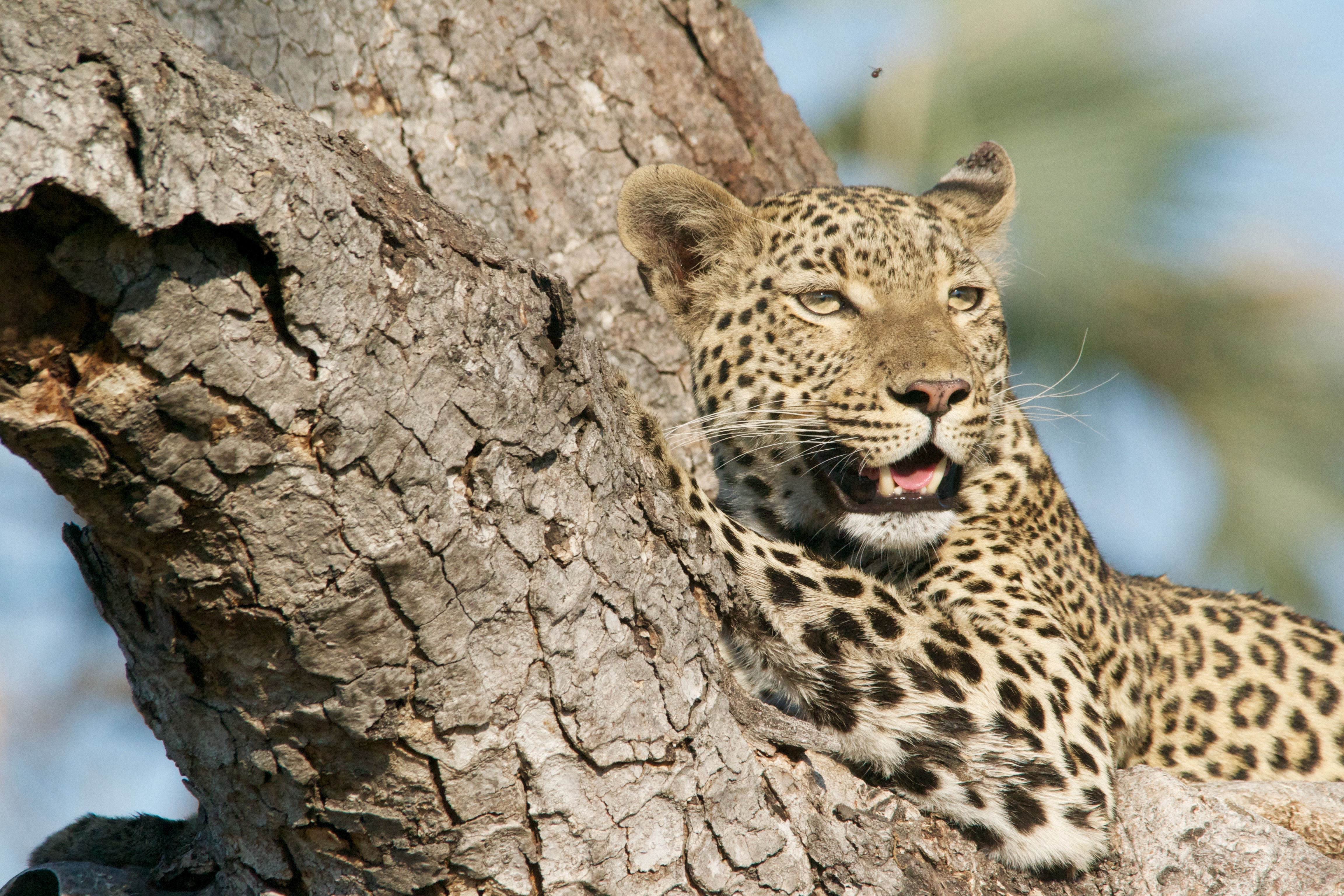
Odpočívající leopard
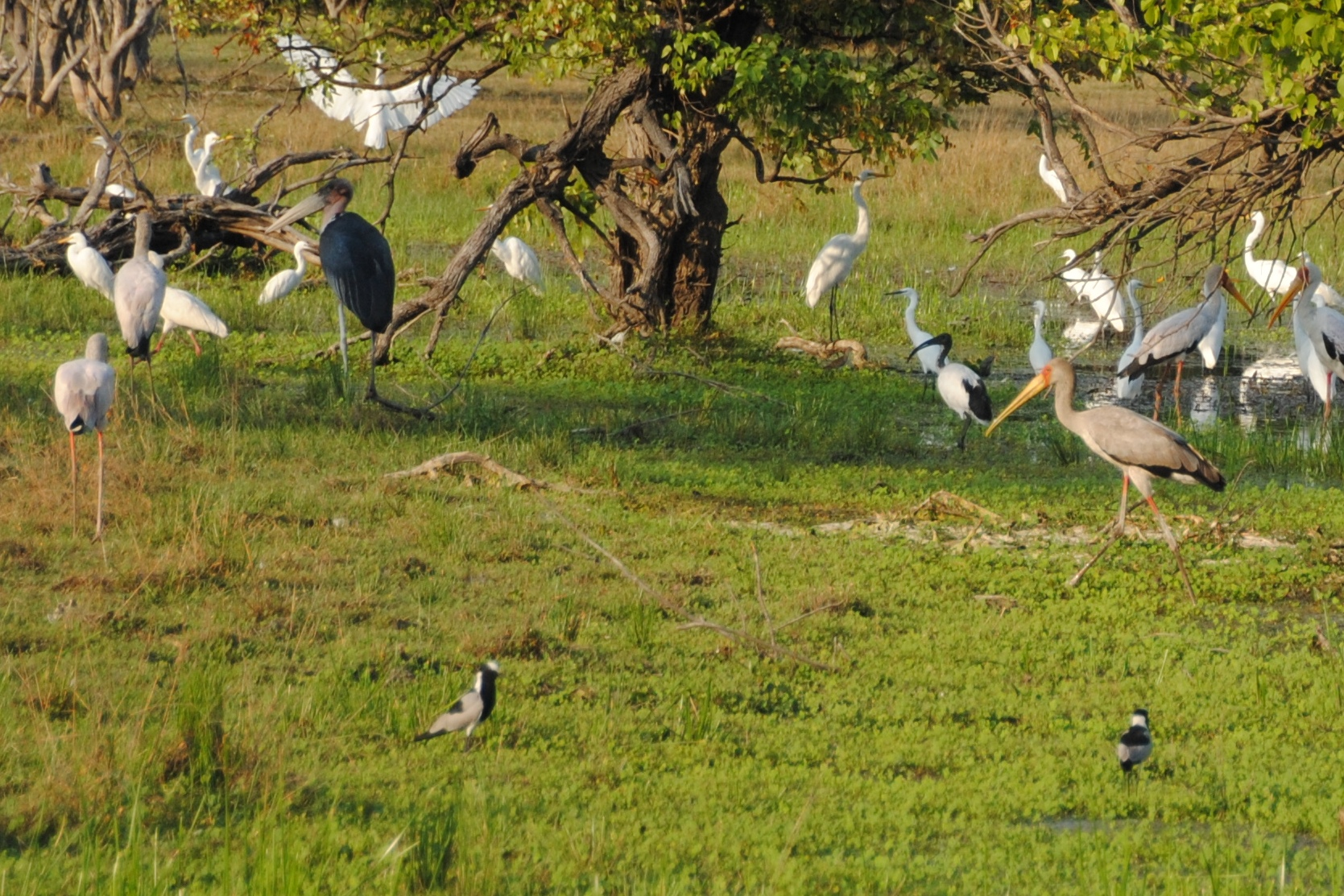
Ptáci v rezervaci Moremi
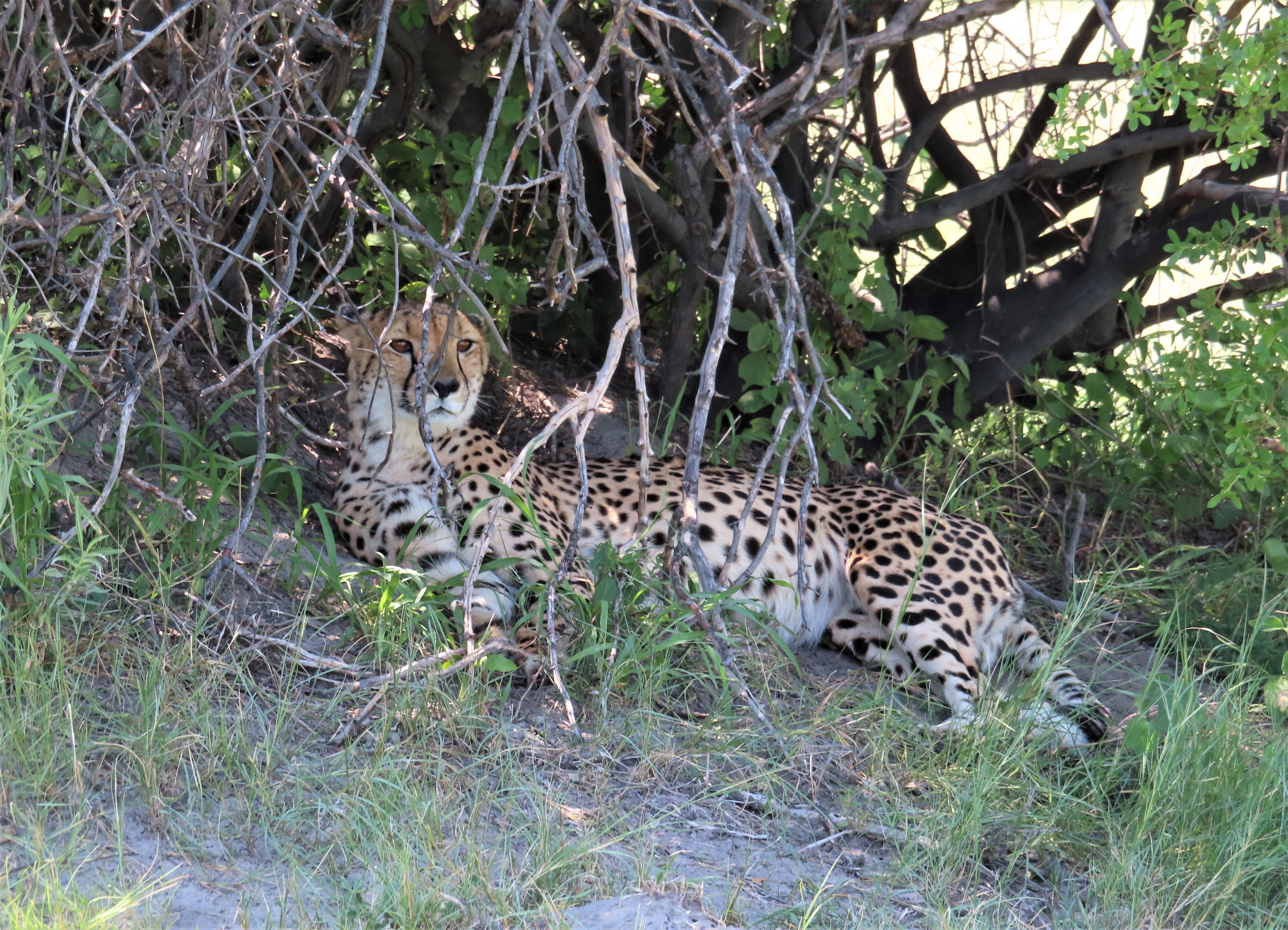
Gepard štíhlý (Acinonyx jubatus)
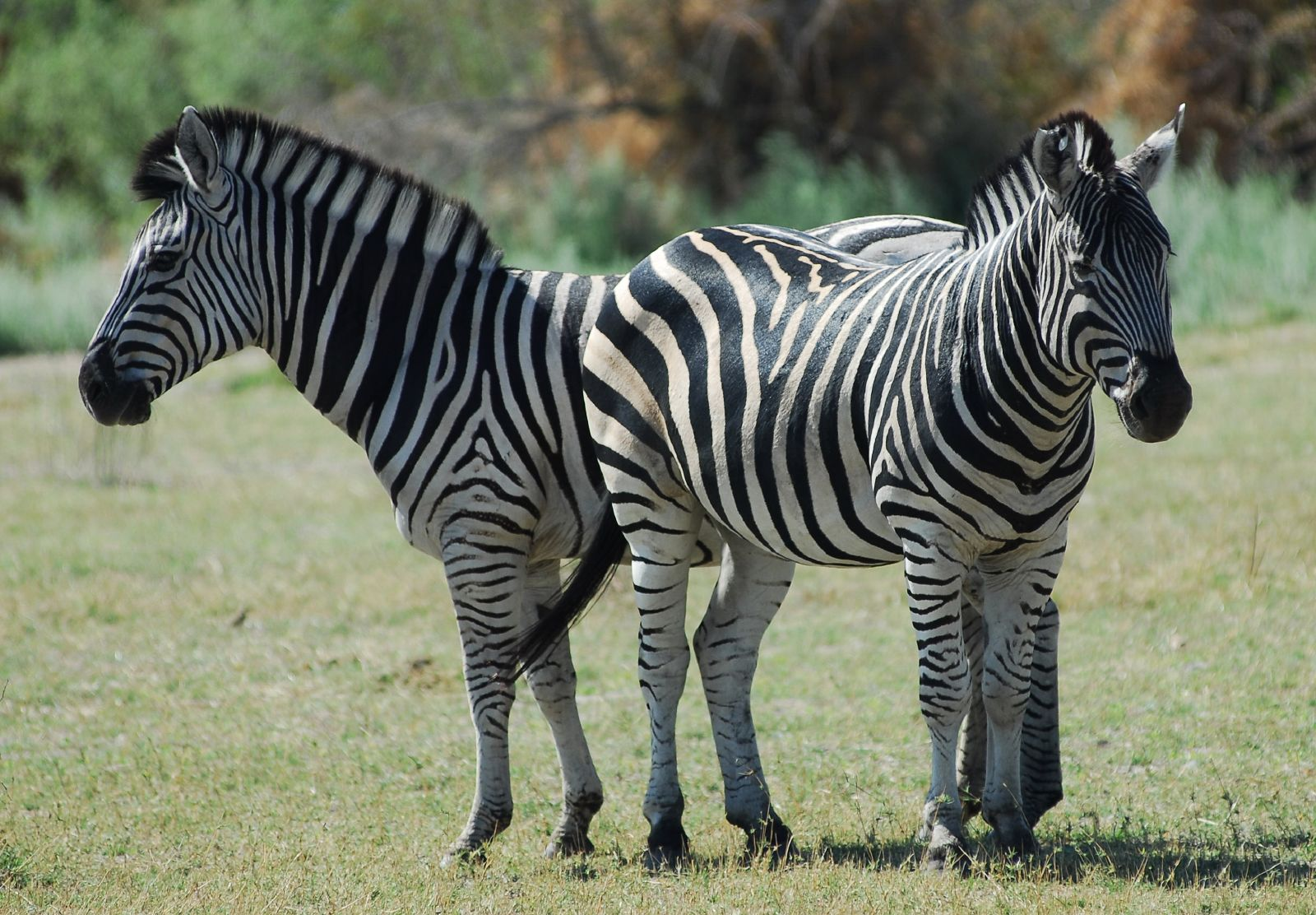
Zebry Chapmanovy (Equus quagga chapmani)
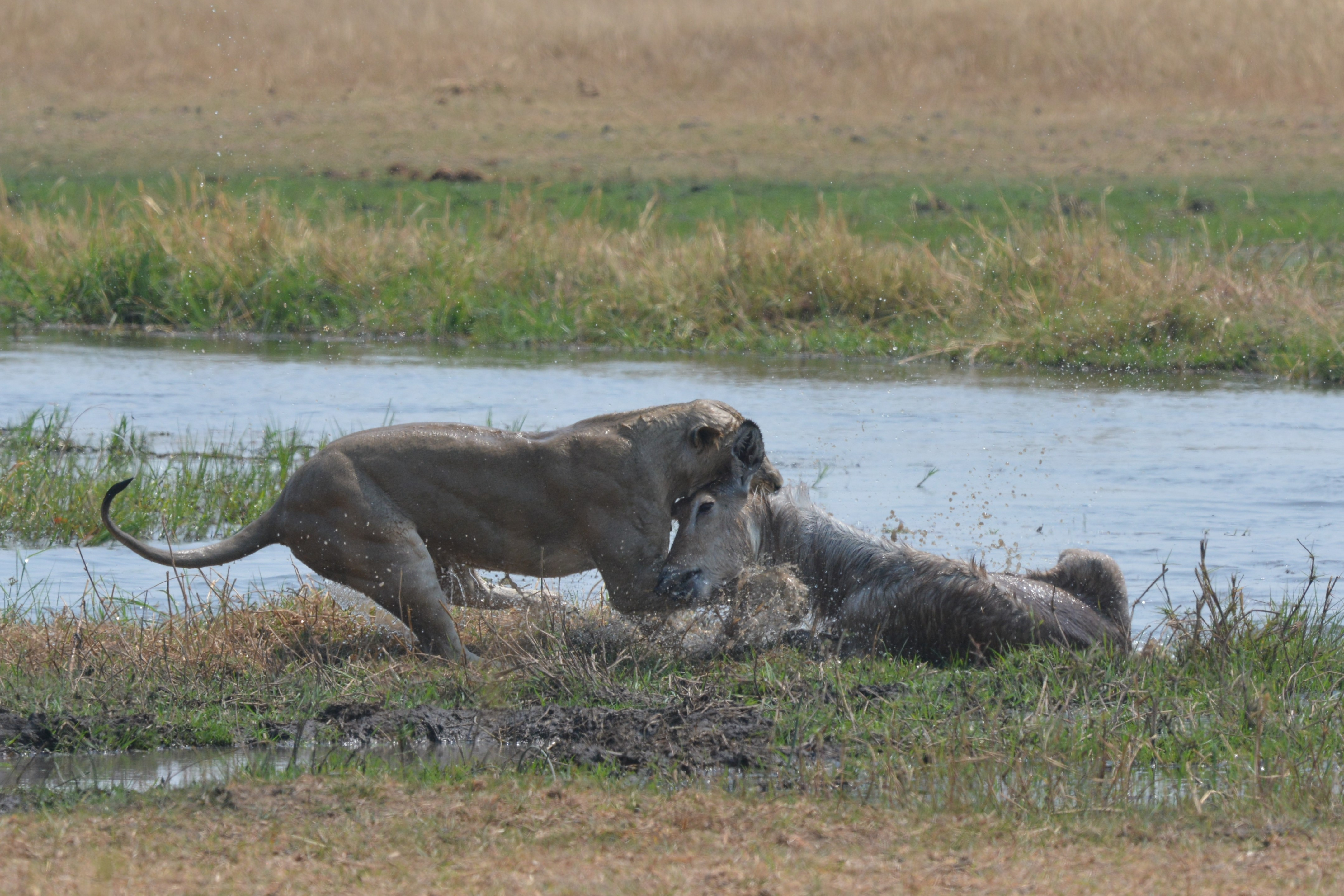
Lvice lovící vodního buvola
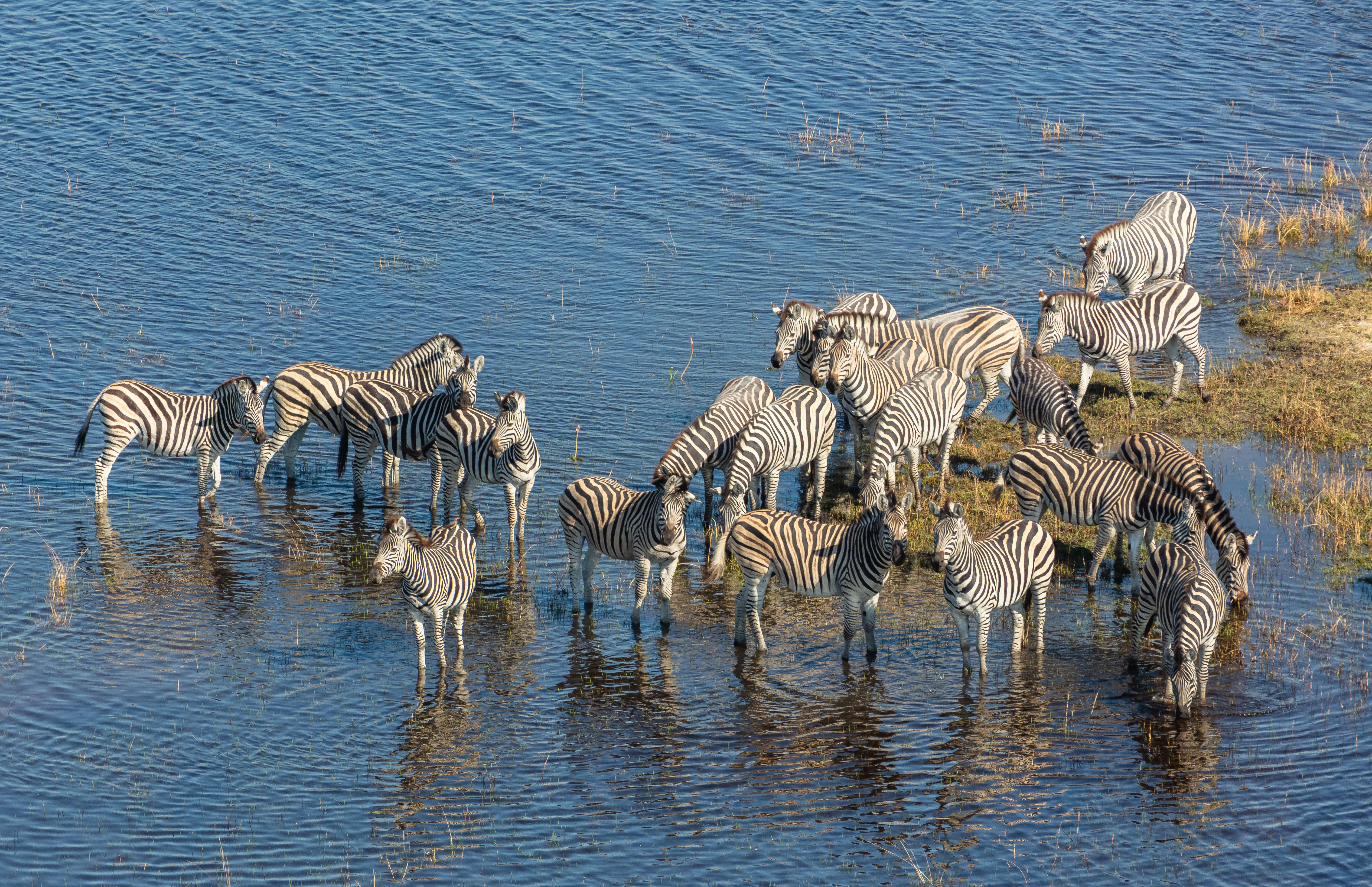
Stádo zeber Burchellových ((Equus quagga burchellii)
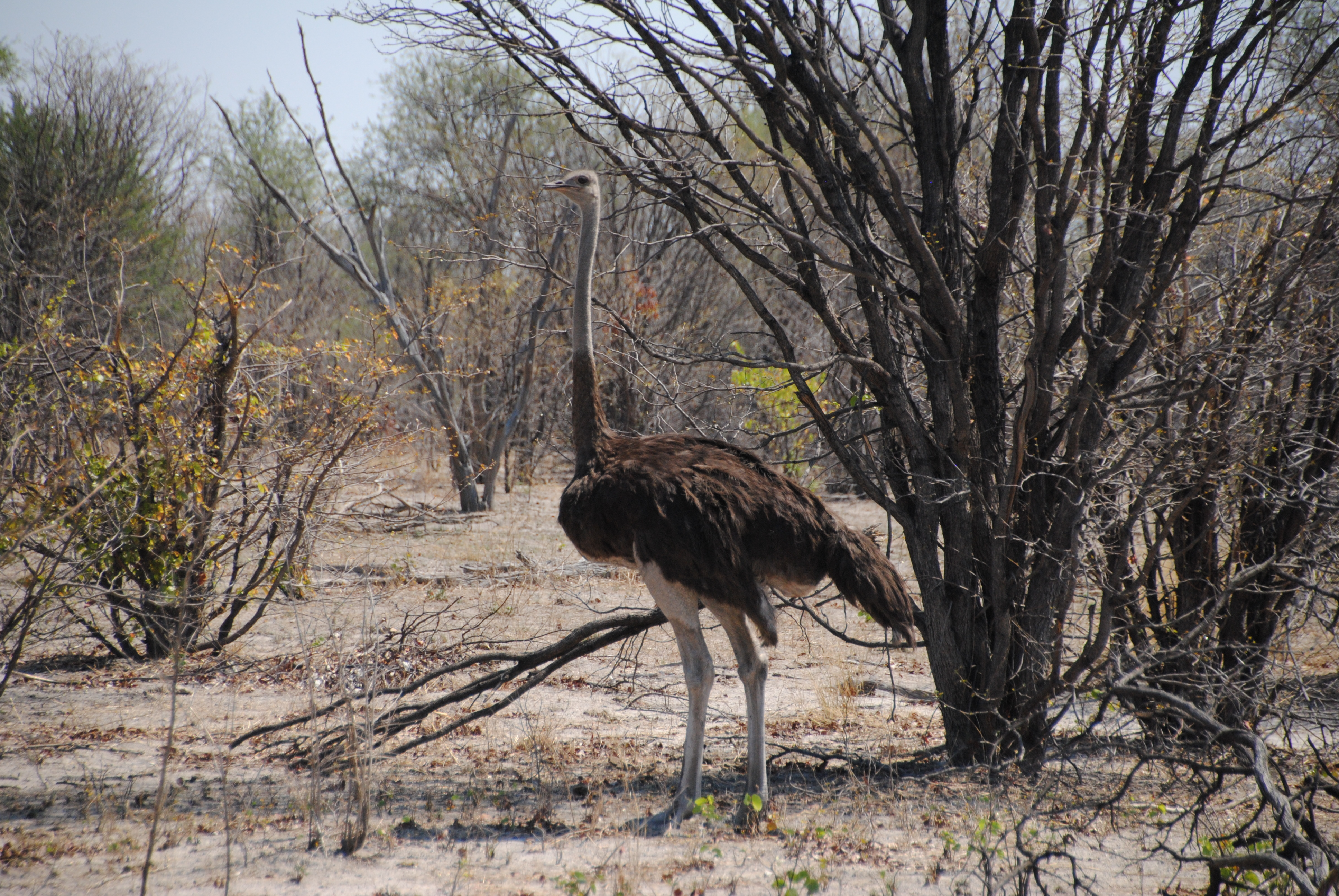
Pštros v bažinách delty
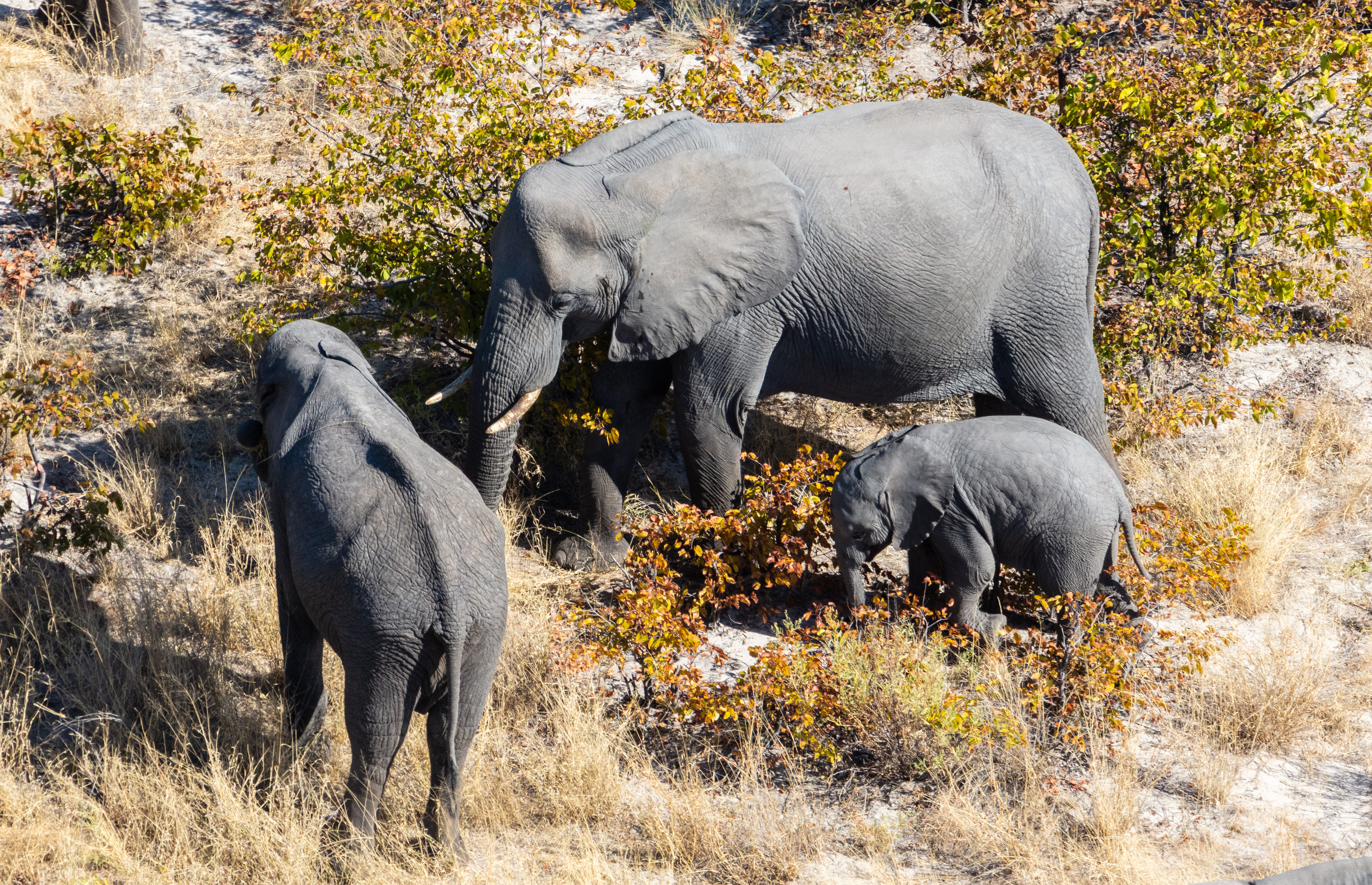
Sloní rodinka (slon africký, Loxodonta africana)
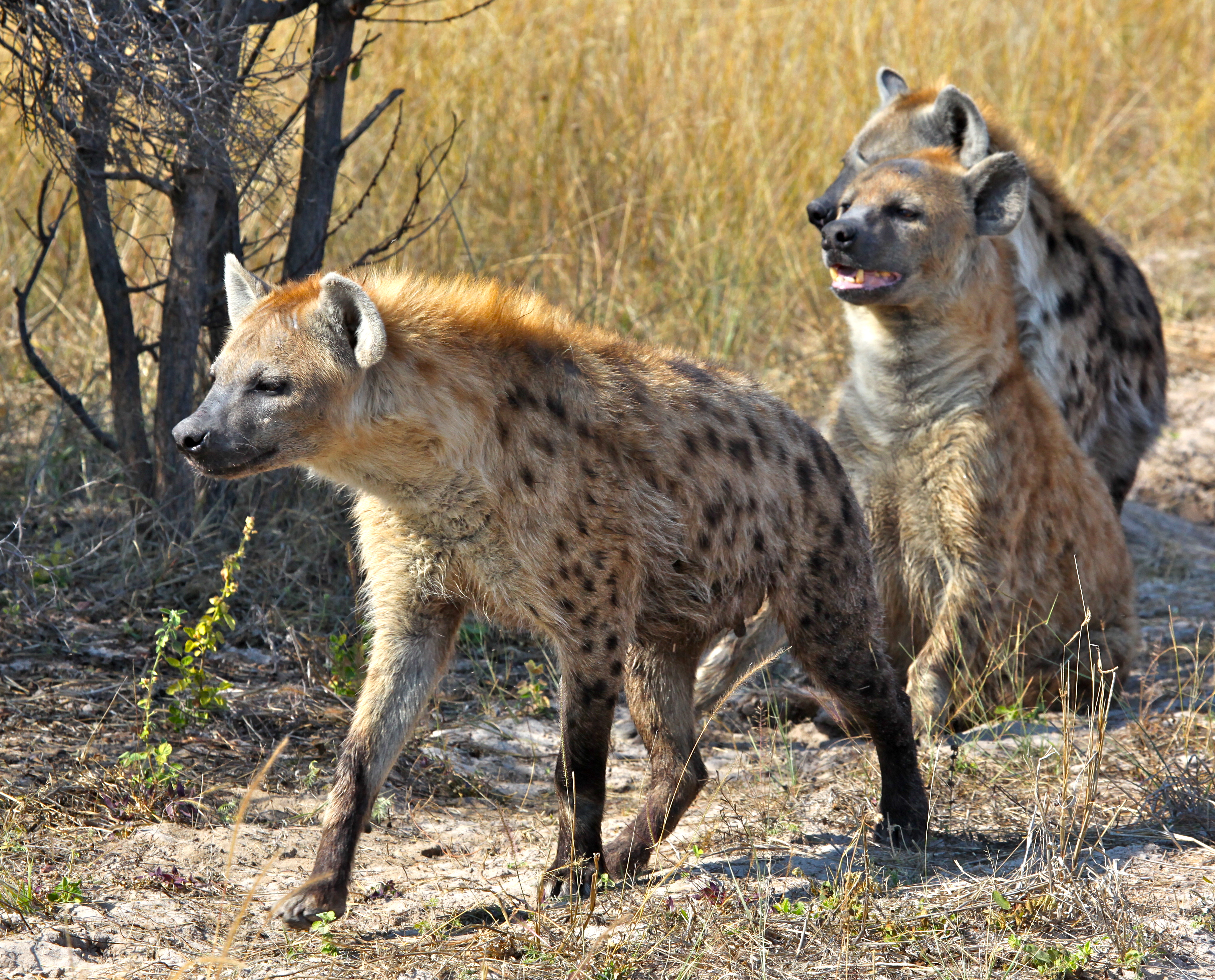
Hyena skvrnitá (Crocuta crocuta) s dvěma mláďaty

## Ohrožení
Jihoafrický filmař Rick Lomba natočil v roce 1986 dokument Konec ráje, v němž varuje před rostoucím hospodářským využíváním oblasti, které ohrožuje zdejší unikátní ekosystém.